# 만회집탄옹문집 판목
만회집탄옹문집 판목(晩悔集炭翁文集 板木)은 대전광역시 서구에 있는 조선시대의 판목이다. 1989년 12월 13일 대전광역시의 유형문화재 제17호로 지정되었다.

## 개요
조선시대 학자이자 문장가인 만회 권득기(1570∼1622)와 그의 아들 탄옹 권시(1604∼1672)의 문집 판목으로, 모두 610판이다.
권득기는 광해군 2년(1610) 문과에 장원으로 급제하여 예조좌랑이 되었으나, 광해군이 모후를 서궁에 유폐시키고 영창대군을 살해하는 등 정치가 혼란스러워지자 벼슬을 버리고 세상을 떠돌며 지냈다. 『만회집』은 328판으로, 인조 13년(1635)과 숙종 38년(1712)에 제작한 것이다. 목판은 배나무와 물오리나무의 양면에 조각하였으나 5판은 한쪽 면에만 조각되었다.
권시는 인조 14년(1636) 대군의 선생으로 임명되었으며, 공조좌랑, 승지, 한성부우윤 등의 벼슬을 했다. 1660년 예송문제가 일어나자 윤선도를 지지하는 상소를 올렸다가 같은 서인의 규탄을 받아 관직에서 물러나야 했다. 『탄옹집』은 282판으로 영조 14년(1738)에 제작한 것이다. 목판은 물오리나무로서 13판을 제외한 269판이 양쪽 면에 조각되어 있다.
이 목판은 그 내용이 당론가 예학을 담고 있어서 유교사상 연구의 귀중한 자료로 평가되고 있다. 도산서원에서 보관하여 오다가 1987년 현재의 위치에 숭모각을 짓고 보관하고 있다.

## 같이 보기
- 권득기
- 권시

## 참고 자료
- 만회집탄옹문집판목 - 국가유산청 국가유산포털